# Мабул
Мабу́л (малайск. Pulau Mabul — остров Мабул) — остров в море Сулавеси в составе Лигитанских островов Малайского архипелага. Принадлежит Малайзии, относится к территории штата Сабах.
Площадь — 0,21 км², население (по состоянию на 1999 год) — около 2000 человек. Популярный морской курорт.

## Физико-географическая характеристика

### Географическое положение
Находится в море Сулавеси у юго-восточной оконечности Калимантана (расстояние до ближайшей точки Калимантана — около 15 км) в группе Лигитанских островов, недалеко от морской границы между Малайзией и Индонезией. Площадь — 0,21 км². Имеет каплеобразную форму, равномерно сужаясь в северо-западном направлении.
Максимальная длина — около 750 метров, ширина — около 430 метров (измерения по естественной береговой линии, без учёта искусственных береговых сооружений — причалов, волнорезов и т. д.).

### Климат
Климат экваториальный, влажный, в целом типичный для северо-восточной части Калимантана. Среднегодовой температурный максимум — +39 °C, минимум — +17 °C. Средняя суточная температура;— +27—29 °C. Разница между максимальными и минимальными суточными температурами невелика — в среднем 5 °C.

### Природные условия
Остров — верхушка кораллового рифа, имеющего площадь около 2 км². Побережье представляет собой сплошную линию песчаных пляжей шириной от нескольких метров до нескольких десятков метров. Во внутренней части острова практически отсутствует естественный древесный покров — почти вся неиспользованная под застройку территория засажена кокосовыми пальмами.
С учетом размеров острова, его фауна достаточно бедна: крупных животных нет, имеются несколько видов грызунов, пресмыкающихся и земноводных. В то же время, окружающая остров акватория отличается большим природным многообразием — наиболее распространены различные виды удильщикообразных (лат. Lophiiformes), бычковых (лат. Gobiidae), осьминогов (лат. Octōpoda), кальмаров (лат. Teuthida), креветок (лат. Caridea).
В конце 2000-х годов на острове и в окружающей акватории отмечаются некоторые проблемы экологического характера, вызванные, в частности, работами по расширению местных пляжей.

## Административная принадлежность и население
Остров в административном плане относится к району Семпорна (малайск. Daerah Semporna), входящему в состав округа Тавау (малайск. Bahagian Tawau), который, в свою очередь, входит в состав восточномалайзийского штата Сабах (малайск. Negeri Sabah).
Население острова, по итогам переписи 1999 года, составляло 2000 человек. Практически все островитяне проживают в двух поселках — Мабул (малайск. Kampung Mabul — посёлок Мабул) и Мусу (малайск. Kampung Musu), находящихся, соответственно, в южной и северной частях острова. Жители поселка Мабул являются в основном потомками переселенцев с филиппинского архипелага Сулу, жители Мусу — выходцами с других малайзийских островов. Верующие — мусульмане-сунниты (на острове имеется мечеть). Как и в целом в Восточной Малайзии, весьма высока доля детей и подростков — более половины островитян моложе 14 лет.

## Экономика
Традиционные занятия островитян — рыболовство и выращивание кокосов. С 1970-х годов на Мабуле началось развитие морского курорта, однако первоначально активному притоку туристов препятствовала как недостаточное инфраструктурное развитие, так и неопределенность обстановки в этом районе, обусловленная длительным спором между Малайзией и Индонезией о принадлежности ближайших у Мабулу островов — Сипадана и Лигитана. Благоприятные условия для налаживания индустрии туризма сложились после мирного урегулирования спора в декабре 2002 года (решением Международного суда ООН оба острова были признаны малайзийскими), способствовавшего общему оздоровлению ситуации и активизации морского судоходства в этой части моря Сулавеси.
С конца 2000-х годов Мабул является одним из наиболее популярных курортов Восточной Малайзии. Его соответствующая инфраструктура входит в состав гостинично-курортного комплекса «Сипадан-Мабул», расположенного также на соседних островах Сипадан и Капалай. Мабул наиболее популярен среди любителей морского отдыха, в особенности, дайвинга и сноркелинга, привлекаемых природными красотами местной акватории — помимо специальных пунктов, оборудованных на самом острове, для нужд дайвинга приспособлена заброшенная нефтяная платформа, находящаяся в километре от Мабула.

## Транспорт
Основное морское сообщение с Мабулом налажено через порт города Семпорна — оттуда на остров ежедневно прибывает несколько скоростных катеров, обеспечивающих транспортировку туристов, части облуживающего персонала и необходимых грузов. На острове имеется несколько причалов.

## Топографические карты
- Лист карты B-50-Г. Масштаб: 1 : 500 000.